# Niénékro
Niénékro est un village situé dans la région du Bélier en Côte d'Ivoire, faisant partie du département de Tiébissou. Ce village est habité par des membres du peuple Baoulé, qui est l'un des principaux groupes ethniques du pays.

## Histoire et culture
Niénékro, comme d'autres localités de la région, a une histoire riche liée à l'expansion et à la résistance des Baoulés face à la colonisation française. Les Baoulé sont connus pour leur organisation sociale complexe et leur culture vibrante, qui inclut des traditions orales, des danses et des rituels.

## Démographie
La population de Niénékro, selon le dernier recensement général de la population et de l'habitat (RGPH) de 2021, est de 2 145 habitants. Ce chiffre inclut une répartition de 931 hommes et 1 214 femmes, ce qui donne un rapport de masculinité d'environ 76,7,.

## Localisation
Niénékro est stratégiquement situé près de plusieurs autres villages et localités, ce qui en fait un point central dans la région. La proximité avec des centres urbains comme Yamoussoukro contribue également à son développement économique. En résumé, Niénékro représente une partie intégrante de la culture baoulé et joue un rôle important dans la dynamique socio-économique de la région du Bélier en Côte d'Ivoire.

## Économie et infrastructures
La région du Bélier, où se trouve Niénékro, est caractérisée par une économie agricole dynamique. Les habitants s'engagent principalement dans l'agriculture, cultivant des produits tels que le cacao, le café et le manioc. La région bénéficie également d'une infrastructure en développement, facilitant l'accès aux marchés urbains et aux ressources.

### Éducation
- Cantine Scolaire : Une cantine scolaire a été construite à Niénékro pour soutenir l'éducation et encourager la fréquentation scolaire. Ce projet a coûté environ 6 150 000 francs CFA[2].

- Salles de Classe : Des efforts sont en cours pour construire et équiper des salles de classe dans le cadre d'un programme plus large visant à améliorer l'éducation dans la région.

### Sanitaire
- Centres de Santé : Il est prévu de doter chaque village, y compris Niénékro, d'un centre de santé pour améliorer l'accès aux soins médicaux. Cela fait partie d'un objectif plus vaste d'augmenter le nombre de centres de santé dans un rayon de 5 km